# Gustaf Wathier Hamilton
Le comte Gustaf Wathier Hamilton, né en 1783 et mort en 1835, est un gentilhomme suédois qui fut juriste et haut serviteur de l'État, fils du comte Adolf Ludvig Hamilton et de son épouse, née Eva Kristina de Besche.

## Biographie
Gustaf Wathier Hamilton obtient à l'âge précoce de dix-ans son diplôme en Droit de l'université d'Uppsala, puis il devient assesseur à la cour d'appel de Svea. Ses qualités professionnelles lui permettent une carrière rapide et il est nommé secrétaire d'État au ministère de l'intérieur du roi en conseil, en 1808. Il devient gouverneur du comté d'Ostrogothie en 1826.
Le comte Hamilton a été élu à nombre de comités importants du royaume et a été président entre 1830 et 1835 de commissions nationales. Il épouse en premières noces Maria Helena von Strokirch en 1810 et, en secondes noces en 1831, Hedvig Carolina Beata Hamilton. Il est le père du comte Henning Hamilton.

## Source
- (en) Cet article est partiellement ou en totalité issu de l’article de Wikipédia en anglais intitulé « Gustaf Wathier Hamilton » (voir la liste des auteurs).